# Abbazia di Admont

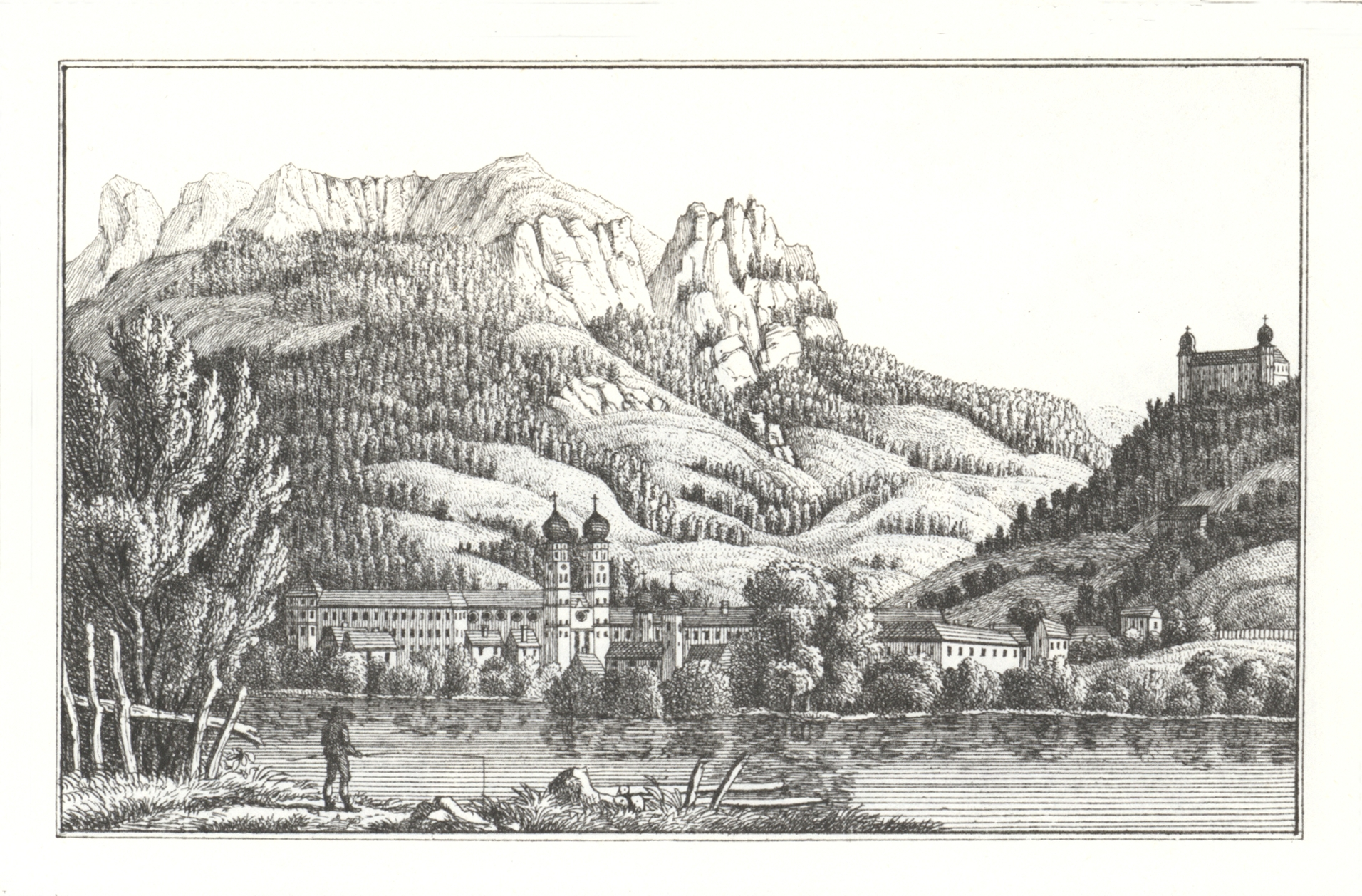
Abbazia di Admont, 1830, lith. Kaiser, Graz

L'abbazia di Admont è un monastero benedettino fondato nel 1074, posto al centro dell'Austria fra i monti della Stiria, che contiene al suo interno la più grande biblioteca monastica del mondo.

## Storia
L'abbazia fu fondata nel 1074 da Ottocaro I di Stiria e da Gebeardo arcivescovo di Salisburgo, che inviò dei monaci dalla prestigiosa abbazia di San Pietro.
Nel 1152 andò quasi distrutta a causa di un grosso incendio e fu tempestivamente ricostruita con il contributo determinante dell'allora arcivescovo di Salisburgo, sant'Everardo.
A partire dalla fine dell'XI secolo i monaci di Admont, che obbedivano alla regola di san Benedetto, iniziarono a collezionare manoscritti religiosi, copiati in un apposito laboratorio realizzato all'interno del monastero. Dopo l'invenzione della stampa, la collezione si arricchì di incunaboli e di edizioni originali di opere rare ed importanti.
Le guerre contro i turchi e la riforma causarono un lungo declino del monastero, ma con la successiva Controriforma l'abbazia rifiorì e con le nuove idee illuministe prese corpo un grande progetto che aveva l'ambizione di mettere l'abbazia di Admont sullo stesso piano dell'Escorial di Madrid. Di questo grandioso progetto fu realizzata la grande biblioteca terminata nel 1776.
Nel 1865 un incendio disastroso distrusse quasi il tutto il monastero, ma risparmiò la biblioteca. La ricostruzione iniziò l'anno seguente con la realizzazione della nuova chiesa progettata dall'architetto Wilhelm Bücher, in stile neogotico ed ispirata dalla cattedrale di Ratisbona.
Le crisi economiche degli anni 30 obbligarono l'abbazia ad alienare molti dei propri tesori d'arte. Durante il periodo nazista il monastero fu prima occupato dall'esercito e quindi chiuso ed i monaci allontanati.
Ripristinata nel dopoguerra, l'abbazia, dove ora vivono 27 monaci, ha potuto riprendere la sua tradizione di salvaguardia del patrimonio culturale: dal 1997 colleziona ed espone le opere di artisti austriaci contemporanei. Nel maggio del 2003, accanto alla grande biblioteca è stato aperto il nuovo museo d'arte contemporanea.
Oggi l'abbazia di Admont è un centro di fede e cultura d'importanza internazionale.
È uno dei più antichi monasteri dell'Austria.

## Biblioteca
Iniziata alla metà del Settecento, fu terminata nel 1776 sotto l'imperatrice Maria Teresa d'Austria. 
Consiste in un imponente edificio in stile rococò, con dimensioni da cattedrale: 79 metri di lunghezza per 14 metri di larghezza. L'enorme e splendida sala è illuminata da sette eleganti cupole decorate con affreschi allegorici in Trompe-l'œil realizzati da Bartolomeo Altomonte, che celebrano la scienza e la religione. Un gruppo di sculture rappresenta il Giudizio Universale, un tema classico della discussione teologica del XVIII secolo.
Le pareti sono dovunque tappezzate di volumi e sono arricchite da busti di eruditi e di artisti che assieme ad evangelisti e profeti vigilano sugli studi dei monaci e dei ricercatori.
Anche se risparmiata dal disastroso incendio del 1865, la biblioteca aveva riportato diversi danni, mai del tutto riparati. L'abbandono del monastero nelle mani dei nazisti durante la Seconda guerra mondiale aveva prodotto alcune laceranti trasformazioni ed accentuato il degrado del complesso. Le imponenti opere di restauro, finanziate dall'Unione europea, che si sono recentemente concluse hanno permesso il completo recupero delle strutture murarie, degli affreschi, dei rivestimenti in legno e delle sculture. Sono state anche ripuliti circa settantamila libri e altri cinquemila completamente restaurati.
Oggi nella biblioteca benedettina sono raccolte 180 000 opere, fra le quali 1400 manoscritti, alcuni dei quali risalenti all'VIII secolo, e 530 incunaboli.